# فاديم أفونين
فاديم أفونين (بالروسية: Афонин, Вадим Сергеевич)‏ (29 سبتمبر 1987 بطشقند في أوزبكستان - ) هو لاعب كرة قدم روسي وأوزبكستاني في مركز الوسط. لعب مع روبين كازان ونادي أورينبورغ وتراكتور طشقند ‏ وسليوت بيلغورود ‏ وFC Shurtan ‏.

## روابط خارجية
- فاديم أفونين على موقع قاعدة بيانات كرة القدم.إي يو (الإنجليزية)
- فاديم أفونين على موقع ناشيونال فوتبول تيمز (الإنجليزية)
- فاديم أفونين على موقع Soccerway.com (الإنجليزية)